# 弗因海岸

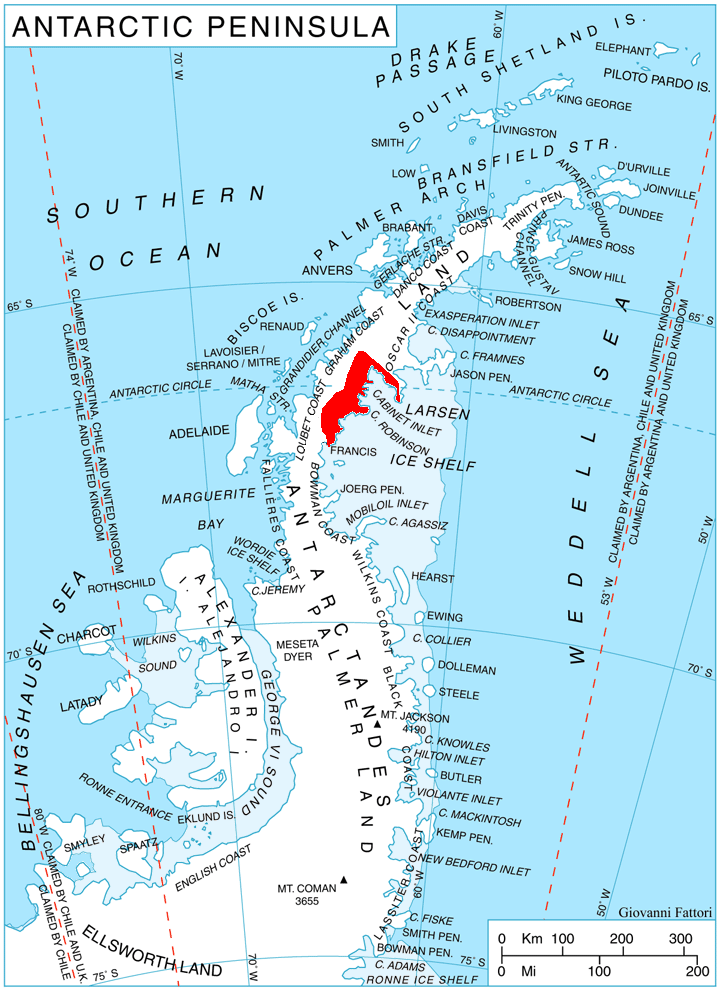
紅色區塊為弗因海岸所在地

弗因海岸（英語：Foyn Coast）是南極半島東部的一處海岸，位於亞歷山大角與諾斯羅普角之間。於1893年，由挪威探險家卡爾·安東·拉森所率領的探險隊發現，以挪威滕斯貝格現代捕鯨魚叉發明者斯文·弗因命名。